# Cyriakuskapelle (Meisenbach)

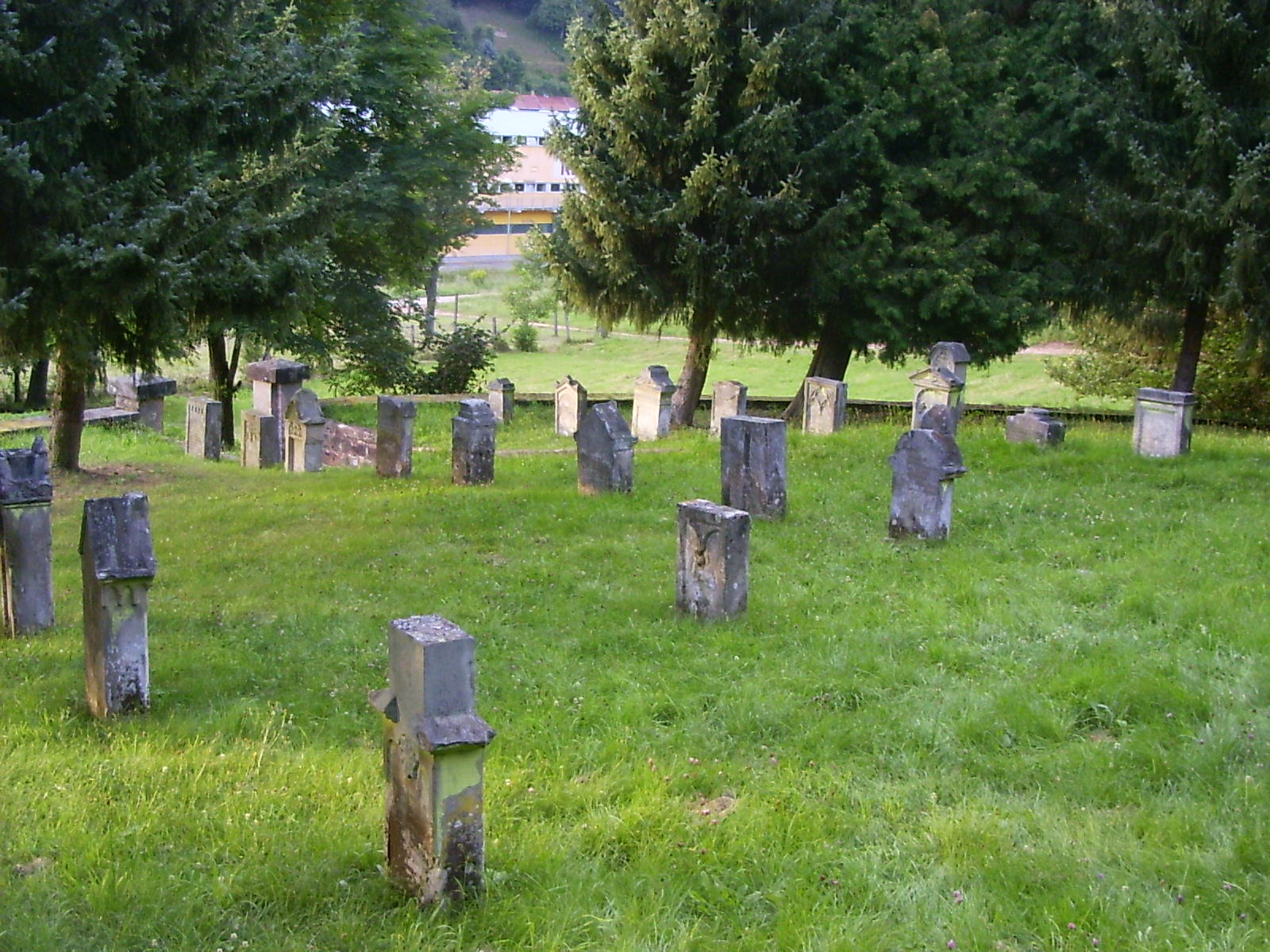
Friedhof

Die Cyriakuskapelle – alternativ St.-Cyriakus-Kapelle oder Meisenbacher Kapelle genannt – ist die Ruine einer einstigen Kirche. ihre Mauerreste stehen unter Denkmalschutz.

## Lage
Die Ruine liegt  im Westen der Gemarkung der Ortsgemeinde Thaleischweiler-Fröschen im Bereich des untergegangenen Dorfes Meisenbach, das als Wohnplatz überdauert hat und ist von einem Friedhof umgeben. Rund hundert Meter nördlich verläuft die Bahnstrecke Landau–Rohrbach.

## Geschichte
Die Kapelle, die einen spätgotischen Saalbau darstellte, entstand im 13. Jahrhundert als Wallfahrtskirche, die dem Heiligen Cyriakus gewidmet war. Der Ort Meisenbach wurde 1295 erstmalig erwähnt.
Bereits im späten 16. Jahrhundert war die Kapelle heruntergekommen. Carl Desiderius de Royer versuchte während der frühen Neuzeit, die Wallfahrten zu ihr wiederzubeleben, die bis Mitte des 18. Jahrhunderts stattfanden. Jedoch wurde sie bereits im 18. Jahrhundert als Viehstall zweckentfremdet und verfiel danach. Der umliegende Friedhof diente bis Ende des 19. Jahrhunderts den Protestanten von Höhfröschen und Thalfröschen.
Während der zweiten Hälfte des 20. Jahrhunderts wurde die Anlage aus Ruine und Friedhof saniert und dabei das verbliebene Mauerwerk der einstiges Kapelle instand gesetzt.